# Vilhelm Wohlert
Vilhelm Wohlert (* 27. Mai 1920 in Kopenhagen; † 10. Mai 2007 in Klampenborg) war ein dänischer Architekt.
Zusammen mit Jørgen Bo entwarf er unter anderem das Louisiana Museum of Modern Art in Humlebæk im Jahr 1957 sowie 1983 das Kunstmuseum Bochum und 1993 das Gustav-Lübcke-Museum in Hamm/Westfalen. 1979 erhielt er die C.F. Hansen Medaille.